# Ламспринге
Ламспринге (њем. Lamspringe) општина је у њемачкој савезној држави Доња Саксонија. Једно је од 40 општинских средишта округа Хилдесхајм. Према процјени из 2010. у општини је живјело 3.062 становника. Посједује регионалну шифру (AGS) 3254023.

## Географски и демографски подаци
Ламспринге се налази у савезној држави Доња Саксонија у округу Хилдесхајм. Општина се налази на надморској висини од 211 метара. Површина општине износи 23,4 km². У самом мјесту је, према процјени из 2010. године, живјело 3.062 становника. Просјечна густина становништва износи 131 становника/km².